# Марґарет Мюррей
Марґарет Еліс Мюррей (англ. Margaret Alice Murray ;13 липня 1863 — 13 листопада 1963) — англо-індійська вчена, єгиптолог, археолог, антрополог, історик і фольклористка. Вона була першою жінкою, призначеною викладачем археології у Сполученому Королівстві. Вона працювала в Університетському коледжі Лондона (UCL) з 1898 по 1935 рік. Була президентом Фольклорного товариства з 1953 по 1955 рік, і опублікувала багато книжок протягом її кар'єри.

## Життєпис
Народившись у заможній англійській родині середнього класу в Калькутті, Британська Індія, Мюррей розділила свою юність між Індією, Британією та Німеччиною, навчаючись як медсестра і соціальний працівник. Переїхавши до Лондона, у 1894 році вона почала вивчати єгиптологію в UCL, подружившись із керівником кафедри Фліндерсом Пітрі, який заохочував її перші наукові публікації та призначив її молодшим професором у 1898 році. У 1902–03 роках вона брала участь у розкопках Петрі в Абідосі, Єгипет, відкривши там храм Осіріон, а наступного сезону досліджувала кладовище Саккара, обидва з яких підвищили її репутацію в сфері єгиптології. Доповнюючи свою зарплату UCL, вона проводила публічні заняття та лекції в Британському музеї та Манчестерському музеї. В 1908 році очолила розгортання Хнум-нахта, однієї з мумій, знайдених у Гробниці двох братів — перший раз, коли жінка публічно розгорнула мумію. Визнаючи, що британська єгиптоманія відображає існування широкого суспільного інтересу до Стародавнього Єгипту, Мюррей написала кілька книг з єгиптології, орієнтованих на широку авдиторію.
Мюррей також брала активну участь у феміністичному русі першої хвилі, приєднавшись до Жіночого соціально-політичного союзу та приділяючи багато часу покращенню статусу жінок у UCL. Не маючи змоги повернутися до Єгипту через Першу світову війну, вона зосередила свої дослідження на гіпотезі відьомського культу, теорії про те, що суди над відьмами в християнському світі раннього Нового часу були спробою знищити вцілілу дохристиянську язичницьку релігію, присвячену Рогатому Богові. Незважаючи на те, що теорія пізніше була академічно дискредитована, вона привернула широку увагу та виявила значний вплив на новий реглігійний рух Вікки. З 1921 по 1931 рік Мюррей проводила розкопки доісторичних місць на Мальті та Менорці та розвинула свій інтерес до фольклористики. Отримавши почесний докторський ступінь у 1927 році, вона була призначена доцентом у 1928 році та пішла на пенсію з UCL у 1935 році. Того року вона відвідала Палестину, щоб допомогти Пітрі розкопувати Талль ель-Аджул, а в 1937 році вона очолила невеликі розкопки в Петрі в Йорданії. У подальшому житті вона очолила Фольклорне товариство, читала лекції в таких закладах, як Кембриджський університет і Міський літературний інститут, і продовжувала публікувати незалежні видання до самої смерті.
Робота Мюррей в області єгиптології та археології отримала широке визнання і принесла їй прізвисько «Велика стара жінка єгиптології» (The Grand Old Woman of Egyptology), хоча після її смерті багато з її внесків у цю сферу були затьмарені внеском Пітрі. Навпаки, робота Мюррей у фольклористиці та історії відьмарства була академічно дискредитована, а її методи в цих областях різко критикувалися. Вплив її теорії культу відьом як на релігію, так і на літературу досліджували різні вчені, а її саму прозвали «бабусею Вікки».